# Готування до злочину
Готування до злочину — діяння особи, спрямовані на створення умов для майбутнього скоєння злочину, чи не доведені до кінця з причин, не залежних від волі цієї особи.
При приготуванні до злочину особа виконує перші конкретні дії, спрямовані на забезпечення здійснення майбутнього злочинного посягання, приступає до практичної реалізації свого злочинного задуму. Безпосередньо підготовчі дії не завдають шкоди об'єктам кримінально-правової охорони, однак вони створюють умови для заподіяння їм шкоди, чим і визначається їхня суспільна небезпека.